# シトラス (漫画)
『シトラス』は、香魚子による日本の漫画作品。
『別冊マーガレット』（集英社）2010年11月号から2011年8月号まで連載された。全10話。単行本全2巻。

## あらすじ
山に囲まれた小さな町・木ノ戸町の小さな中学校、木ノ戸中学校に東京から転校生がやって来る。
この町で真っ直ぐに育った中学3年生の志保は、いつかこの町でピアノ教室を開くのが夢だったが、転校生・奈七美に現実を思い知らされる。

## 登場人物
倉田 志保（くらた しほ）
主人公。木ノ戸中学3年1組の学級委員。音楽部に所属しており、ピアノを弾くのが大好き。地元愛が強く、町でピアノ教室を開くことが将来の夢。
古場 奈七美（こば ななみ）
両親の離婚で東京から木ノ戸中学に転校してきた美少女。理科部所属。離婚前に雑誌の専属モデルにスカウトされていた。父親は写真家。
岩崎 蒼馬（いわさき そうま）
志保のクラスメイト。サッカー部所属。2年生の時に崇の携帯電話を盗んだと言われている。
野島 崇（のじま たかし）
3年1組の学級委員。志保の幼なじみ。理科部所属。姉の友人の聡美のことが好き。
より子（よりこ）
志保の親友。少し離れたはるみ市にメル友がいる。
野島 恵子（のじま けいこ）
崇の2歳年上の姉。集英高校に通っている。
聡美（さとみ）
恵子の親友。時々野島家に遊びにくる。

## 書誌情報
- 香魚子 『シトラス』 集英社 〈マーガレットコミックス〉、全2巻
  1. 2011年3月25日発売[3]、『別冊マーガレット』2010年11月号[1] - 2011年3月号、ISBN 978-4-08-846633-0
  2. 2011年9月23日発売[4]、『別冊マーガレット』2011年4月号 - 8月号[2]、ISBN 978-4-08-846700-9
    - シトラス番外編 ありすとトモミ[5]（『別冊マーガレットsister』2011年3月増刊号）